# Steven Osborne
Steven George McNeil Osborne OBE (12 de marzo de 1971) es un pianista escocés de música clásica que ha interpretado conciertos y recitales como solista en todo el mundo.

## Formación y participación en concursos
Richard Beauchamp fue su maestro en la St Mary's Music School de Edimburgo antes de ir al Royal Northern College of Music de Manchester para estudiar con Renna Kellaway. Después de graduarse, Osborne ganó el primer premio en el prestigioso Concurso Internacional de Piano Clara Haskil en Suiza en 1991 y años más tarde en el Concurso Internacional de Naumburg en Nueva York en mayo de 1997. En 1999 fue seleccionado como Artista de Nueva Generación de la BBC en el primer año del programa. 

## Trayectoria
Su carrera discográfica comenzó cuando firmó contrato con Hyperion Records en 1998 y ha dado lugar a grabaciones bianuales. El primer disco con la Orquesta Sinfónica Escocesa de la BBC celebró la herencia musical escocesa de Osborne con una combinación del Concierto escocés de Sir Alexander Mackenzie junto con el Concierto para piano en La de Sir Donald Tovey, ganando el premio "Mejor álbum del año" de la revista BBC Music y un Gramophone, Premio 'Elección de la Crítica'. Su siguiente disco fue una grabación de obras del compositor ruso contemporáneo Nikolai Kapustin, al que contribuyo a volver a la atención del público, incluyendo 13 de sus 24 Preludios en estilo de jazz, que ganó un Deutscher Schallplattenpreis. El disco que atrajo la atención internacional de Osborne fue su grabación de la épica Vingt regards sur l'enfant-Jésus de Olivier Messiaen en 2002. Su contrato actual con Hyperion le ha valido dos premios Gramophone (el Concierto para piano de Britten en 2009, Músorgski y Prokófiev en 2013), dos premios Schallplattenpreis (los 24 preludios de Rachmaninoff y las obras completas para piano y orquesta de Britten) junto con numerosas nominaciones. 
Las actuaciones en conciertos llevan a Steven Osborne a colaborar con orquestas de todo el mundo, incluida la Orquesta Sinfónica Yomiuri Nippon, la Sinfónica de Berlín, la Deutsches Symphonie-Orchester Berlin, la Orquesta del Mozarteum de Salzburgo, la Orquesta Sinfónica de la Radio Finlandesa, la Orquesta Filarmónica de Bergen, la Residentie Orkest, la Orquesta Sinfónica de Sydney, Orquesta Filarmónica de Hong Kong y la Orquesta Sinfónica de Dallas. Con estas orquestas ha colaborado con directores como Christoph von Dohnányi,  Alan Gilbert, Vladimir Ashkenazy, Ludovic Morlot, Leif Segerstam, Andrew Litton, Ingo Metzmacher, Vladimir Jurowski y Jukka-Pekka Saraste. 
Steven Osborne ha actuado casi anualmente a los BBC Proms, donde sus programas van desde Des Knaben Wunderhorn de Mahler con Alice Coote (2009), el primer concierto para piano de Rachmaninoff (2010) con la Orquesta del Ulster bajo la dirección de Paul Watkins, hasta Noches en los jardines de España de Falla (2011), el Concierto para piano de Grieg con la Orquesta Filarmónica de la BBC bajo la dirección de John Storgårds (2012) y la Turangalîla-Symphonie de Messiaen con Valérie Hartmann-Claverie y la Orquesta Filarmónica de la BBC bajo la dirección de Juanjo Mena (2015).  En el Festival de Edimburgo ha aparecido como solista y músico de cámara actuando con sólo algunos de sus colaboradores de toda la vida Christian Tetzlaff, Alban Gerhardt, Paul Lewis y Lisa Batiashvili.  En julio de 2015, Steven fue anunciado como el primer patrocinador del Festival Lammermuir a tiempo para su segunda aparición en el Festival en septiembre del mismo año.

## Honores y premios
En 2014, Osborne fue elegido miembro de la Royal Society de Edimburgo. 
Fue nombrado Oficial de la Orden del Imperio Británico (OBE) en los Premios de Año Nuevo de 2022 por sus servicios a la música. 